# Westwallmuseum Pirmasens
Das Westwallmuseum Pirmasens am Rande des Pirmasenser Ortsteils Niedersimten in der südwestlichen Pfalz (Rheinland-Pfalz) ist ein Militärmuseum, das in einer ehemaligen Wehranlage des Westwalls eingerichtet und 1997 eröffnet wurde. Es hat den Krieg zum Thema und versteht sich gerade deshalb als Mahnmal zum Frieden. Gegründet wurde es durch den eingetragenen Verein HGS Gerstfeldhöhe und wird von diesem in Zusammenarbeit mit der Stadt Pirmasens betrieben.

## Geographische Lage

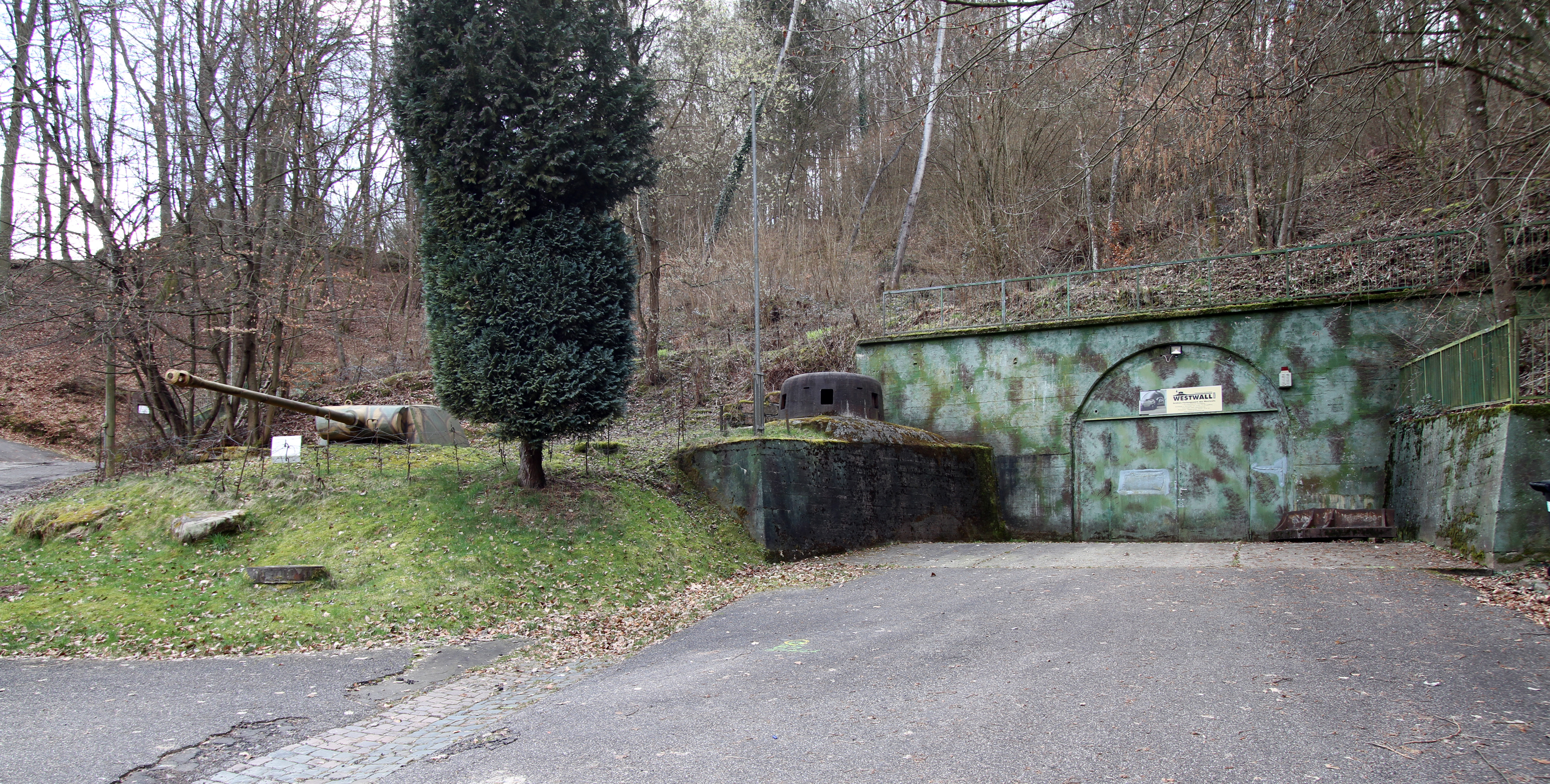
Eingangsbereich

Das Westwallmuseum liegt – der oberirdische Eingang auf einer Höhe von etwa 313 m ü. NHN am Fuß eines Hügels, der sich nach Südwesten gut 100 Höhenmeter zum Nachbarort Obersimten hinaufzieht – im unterirdischen ehemaligen Festungswerk Gerstfeldhöhe. Zwei ausgediente Panzer kennzeichnen den Eingang zu Festung und Museum.
Der Ortsteil Niedersimten 2 km südlich von Pirmasens im Tal der Felsalb wird vom Hauptort aus über die Bitscher Straße erreicht, die als Landesstraße 484 weiter in Richtung Bitsch (Frankreich) führt. Von der L 484 zweigt bei der katholischen Pfarrkirche Herz Jesu nach Süden die Straße In der Litzelbach ab, an der das Museum liegt.

## Geschichte
Der Westwall, der während der Zeit des Nationalsozialismus nur teilweise vollendet wurde, erstreckt sich über rund 600 km von Weil am Ober- bis Kleve am Niederrhein. Er bestand aus annähernd 20.000 unterschiedlichen Wehranlagen. Nach dem Ende des Zweiten Weltkriegs 1945 wurden die meisten der Bauwerke gesprengt oder dem natürlichen Verfall überlassen.
Im Zuge des Bauprogramms zur Errichtung des Westwalls wurde 1938 das an einen riesigen Bunker erinnernde Festungswerk Gerstfeldhöhe begonnen. In den massiven Fels wurden kilometerlange gewölbte Gänge gesprengt und gehauen. Vorgesehen war eine unterirdische Schmalspurbahn, welche Soldaten und militärisches Gerät über eine Entfernung von 5 km zu den geplanten Kampfständen an der nahen französischen Grenze befördern sollte. Nach dem Beginn des Zweiten Weltkriegs 1939 wurde noch ein Jahr an dem Bauvorhaben weitergearbeitet, dann wurde es eingestellt. Das Festungswerk Gerstfeldhöhe ist eine der wenigen sehr gut erhaltenen Anlagen – wohl weil sie während des Krieges nie in Gebrauch war.
Die Stollenanlage wurde nach dem Zweiten Weltkrieg bis Anfang der 1990er Jahre von der US Army als Lager für Fahrzeug-Ersatzteile verwendet. In der Südwestpfalz verfügte die US Army über mehr als 20 unterirdische Einrichtungen.

## Besichtigung

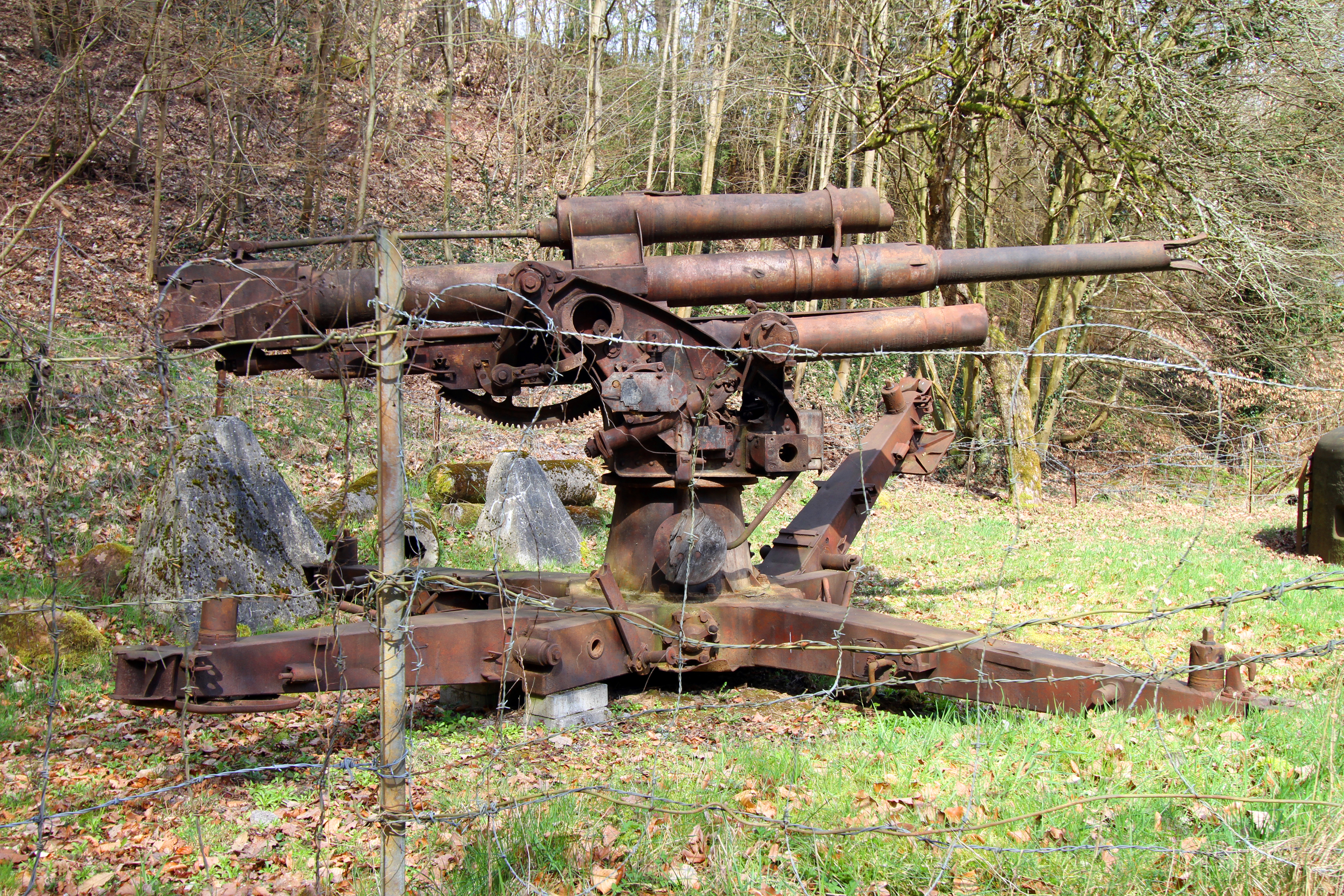
Geschütz

Weil im gesamten Festungswerk gleichbleibend eine Temperatur von 8 °C herrscht, wird Besuchern passende Kleidung empfohlen. Es kann während der Besuchszeiten besichtigt werden, die auf der Website des Museums veröffentlicht sind.
Auf einem eineinhalbstündigen Rundgang, der ungefähr 1 km weit durch zum Teil voll ausgebaute, zum Teil noch im Fels stehende Stollen führt, wird dem Besucher eine beeindruckende Menge an Kriegswerkzeug präsentiert, das der Betreiberverein überwiegend von privaten Sammlern erhalten hat. Auch an die Stollenwände geschriebene Kommentare und Nachrichten amerikanischer Soldaten sind zu lesen. Zu den Ausstellungsstücken gehören nicht nur eine mit allen möglichen Geschossen bestückte Waffenkammer, sondern neben Kleinteilen wie Gasmasken und Maschinengewehren auch größere Exponate, zum Beispiel eine Flugabwehrkanone von mehr als zwei Tonnen Gewicht, große Lkw und schwere Motorräder sowie ein VW-Kübelwagen. Originalgetreu wurde ein Mannschaftsquartier rekonstruiert. Als stumme Statisten fungieren Schaufensterpuppen, die in Wehrmachts- und NSDAP-Uniformen gekleidet sind.
Die Besucherzahl des Museums ist während der Corona-Ära gestiegen, da es angesichts der Reisebeschränkungen ein regional einfach erreichbares Ausflugsziel darstellt. Trotzdem blieb die finanzielle Bilanz nach Auskunft der Museumsverwaltung negativ, weil die hohen Stromkosten für die ständig notwendige Trocknung und Beleuchtung der Anlage die Einnahmen aus den Eintrittskarten „auffressen“.